# Amalia von Neuenahr-Alpen

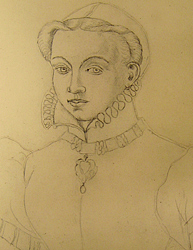
Amalia von Neuenahr-Alpen

Amalia von Neuenahr-Alpen (* 6. April 1539 in Alpen; † 10. April 1602 ebenda) war durch Erbe regierende Gräfin von Limburg und durch Heirat Kurfürstin von der Pfalz.

## Leben
Amalia wurde als älteste Tochter von Gumprecht II. von Neuenahr-Alpen und Cordula von Holstein-Schauenburg auf der Burg Alpen in der Herrschaft Alpen am Niederrhein geboren. 
Sie verlor ihre Mutter, als sie drei Jahre alt war. Nach dem Tod des Vaters im Jahr 1555 wurde sie zusammen mit ihren Halbgeschwistern Magdalena und Adolf am Moerser Schloss, der Residenz des Vormunds und Onkels, dem reformationsgeschichtlich bedeutenden Grafen Hermann von Neuenahr-Moers, erzogen und ausgebildet. Die zunächst in einer katholischen Kirche getaufte Amalia wurde von ihrer Stiefmutter Amöna von Daun-Falkenstein und von ihrem Vormund lutherisch erzogen.
Achtzehnjährig heiratete sie in Vianen im Januar 1557 Heinrich von Brederode, einen der späteren Protagonisten des niederländischen Freiheitskampfes. Sie zog zu ihm auf die Burg Batenstein in die Herrschaft Vianen. Nach dessen frühem Tod im Frühjahr 1568 vermählte sie sich 25. April 1569 in Heidelberg mit dem calvinistischen Kurfürsten Friedrich III. von der Pfalz. Kurz zuvor kam in Köln die jüngste Tochter Emilia aus der Ehe Wilhelm von Oranien und Anna von Sachsen auf die Welt. Sie wurde nach Amalia benannt, die zu diesem Zeitpunkt den Haushalt der Mutter führte.
Nach dem Tod ihres zweiten Ehemannes war Amalia von 1579 bis 1587 Regentin in der Herrschaft Vianen, die sie von ihrem ersten Ehemann geerbt hatte. Im Jahr 1589 erbte sie von ihrem Halbbruder Adolf die Grafschaft Limburg und 1590 erhielt sie von ihrer Halbschwester Magdalena die Rechte über die Herrschaft Alpen, Helpenstein, Herrschaft Linnep und die Kölner Erbvogtei. 1586 okkupieren die Spanier die Herrschaft Alpen und begannen mit der Gegenreformation. Moritz von Oranien konnte die Herrschaft bei seinem Feldzug 1597 und nach der Belagerung von Moers dann wieder befreien. 1600 kehrte Amalia nach Alpen zurück, machte die Gegenreformation rückgängig und verbrachte dort ihre letzten Lebensjahre als Regentin. Sie ist am 10. April 1602 auf Burg Alpen verstorben und wurde am 20. April in der Gruft der evangelischen Kirche in Alpen beigesetzt. Heinrich von Brederode, ihr erster Ehemann, der in Gemen begraben war, wurde exhumiert und nach Alpen überführt, wo er dann neben Amalia seine letzte Ruhestätte fand.